# Mount Tabor (Vermont)
Mount Tabor ist eine Town im Rutland County des Bundesstaates Vermont in den Vereinigten Staaten mit 210 Einwohnern (laut Volkszählung von 2020).

## Geografie

### Geografische Lage
Mount Tabor liegt im Südosten des Rutland Countys, in den Green Mountains. Das Gebiet der Town ist durchsetzt mit Hügeln und Tälern. Der Otter Creeks entspringt am Nordrand des Green Mountains National Forest und fließt in nördlicher Richtung entlang der westlichen Grenze der Town. Seinem Verlauf folgt der U.S. Highway 7. Die höchsten Erhebung ist der Baker Peak mit 862 m.

### Nachbargemeinden
Alle Entfernungen sind als Luftlinien zwischen den offiziellen Koordinaten der Orte aus der Volkszählung 2010 angegeben.
- Norden: Wallingfort, 4,1 km
- Nordosten: Mount Holly, 12,9 km
- Osten: Weston, 13,2 km
- Südosten: Landgrove, 8,4 km
- Süden: Peru, 2,4 km
- Südwesten: Dorset, 12,9 km
- Westen: Danby, 15,0 km

### Klima
Die mittlere Durchschnittstemperatur in Mount Tabor liegt zwischen −7,2 °C (19 °Fahrenheit) im Januar und 20,6 °C (69 °Fahrenheit) im Juli. Damit ist der Ort gegenüber dem langjährigen Mittel der USA um etwa 9 Grad kühler. Die Schneefälle zwischen Mitte Oktober und Mitte Mai liegen mit mehr als zwei Metern etwa doppelt so hoch wie die mittlere Schneehöhe in den USA. Die tägliche Sonnenscheindauer liegt am unteren Rand des Wertespektrums der USA, zwischen September und Mitte Dezember sogar deutlich darunter.

## Geschichte
Mount Tabor wurde am 28. August 1761 ursprünglich als Harwich gegründet. Den Grant von Benning Wentworth bekamen Jonathan Willard und sechzig weitere Siedler. Im Jahr 1803 wurde der Name auf Mount Tabor geändert. Der Grund waren Probleme mit der Postzustellung. Irrtümlich wurde die Post in die ähnlich heißende Town Hardwick gesendet. Der neue Name geht auf Gideon Tabor, einen Veteranen des Sezessionskrieges, zurück, der zum Zeitpunkt seines Todes im Jahr 1824 über 28 Jahre das Amt des Town Clerks bekleidet hatte sowie über 30 Jahre Friedensrichter in der Town gewesen war. Die gesamte Fläche der Town befindet sich innerhalb des Green Mountain National Forest.

### Einwohnerentwicklung
| Jahr      | 1700 | 1710 | 1720 | 1730 | 1740 | 1750 | 1760 | 1770 | 1780 | 1790 |
| --------- | ---- | ---- | ---- | ---- | ---- | ---- | ---- | ---- | ---- | ---- |
| Einwohner |      |      |      |      |      |      |      |      |      | 165  |
| Jahr      | 1800 | 1810 | 1820 | 1830 | 1840 | 1850 | 1860 | 1870 | 1880 | 1890 |
| Einwohner | 153  | 209  | 222  | 210  | 226  | 308  | 358  | 301  | 495  | 436  |
| Jahr      | 1900 | 1910 | 1920 | 1930 | 1940 | 1950 | 1960 | 1970 | 1980 | 1990 |
| Einwohner | 494  | 289  | 165  | 173  | 213  | 186  | 165  | 184  | 211  | 214  |
| Jahr      | 2000 | 2010 | 2020 | 2030 | 2040 | 2050 | 2060 | 2070 | 2080 | 2090 |
| Einwohner | 203  | 255  | 210  |      |      |      |      |      |      |      |

## Wirtschaft und Infrastruktur

### Verkehr
Der U.S. Highway 7 verläuft in nord-südlicher Richtung entlang der westlichen Grenze der Town. Er folgt dem Verlauf des Otter Creeks, von Dorste nach Wallingford.

### Öffentliche Einrichtungen
In Mount Tabor gibt es kein eigenes Krankenhaus. Das nächstgelegene Krankenhaus ist das Rutland Regional Medical Center in Rutland.

### Bildung
Mount Tabor gehört mit Danby, Dorset, Langrove, Londonderry, Manchester, Pawlet, Peru, Rupert, Sunderland, Weston und Winhall zur Bennington-Rutland Supervisory Union. Es gibt eine Schule in Danby, die Currier Memorial School.